# Megaselia xanthopus
Megaselia xanthopus är en tvåvingeart som beskrevs av Rudolf Beyer 1965. Megaselia xanthopus ingår i släktet Megaselia och familjen puckelflugor. Inga underarter finns listade i Catalogue of Life.